# Virginia Wings
Virginia Wings byl profesionální americký klub ledního hokeje, který sídlil v Norfolku ve Virginii. V letech 1971–1975 působil v profesionální soutěži American Hockey League. Wings ve své poslední sezóně v AHL skončily ve čtvrtfinále play-off. Své domácí zápasy odehrával v hale Hampton Coliseum s kapacitou 9 777 diváků. Klubové barvy byly červená a bílá.
Klub byl během své existence farmou Detroitu Red Wings.

## Historické názvy
Zdroj: 
- 1971 – Tidewater Wings
- 1972 – Virginia Wings

## Úspěchy
- Vítěz divize – 1× (1974/75)

## Umístění v jednotlivých sezonách
Stručný přehled
Zdroj: 
- 1971–1973: American Hockey League (Západní divize)
- 1973–1975: American Hockey League (Jižní divize)

Jednotlivé ročníky
Zdroj: 
Legenda: Z – zápasy, V – výhry, VP – výhry v prodloužení, R – remízy, P – porážky, PP – porážky v prodloužení, VG – vstřelené góly, OG – obdržené góly, +/- – rozdíl skóre, B – body, fialové podbarvení – reorganizace, změna skupiny či soutěže
| USA / Kanada (1971 – 1975) |                      |        |    |    |    |    |    |    |     |     |     |    |        |             |
| Sezóny                     | Liga                 | Úroveň | Z  | V  | VP | R  | PP | P  | VG  | OG  | +/- | B  | Pozice | Play-off    |
| 1971/72                    | AHL (Západní divize) | 2      | 76 | 22 | –  | 9  | –  | 45 | 197 | 275 | -78 | 53 | 6.     | –           |
| 1972/73                    | AHL (Západní divize) | 2      | 76 | 38 | –  | 16 | –  | 22 | 258 | 221 | +37 | 92 | 3.     | Semifinále  |
| 1973/74                    | AHL (Jižní divize)   | 2      | 76 | 22 | –  | 10 | –  | 44 | 216 | 307 | -91 | 54 | 6.     | –           |
| 1974/75                    | AHL (Jižní divize)   | 2      | 75 | 31 | –  | 13 | –  | 31 | 254 | 250 | +4  | 75 | 1.     | Čtvrtfinále |